# Mimas maculata
Mimas maculata är en fjärilsart som beskrevs av Hans Daniel Johan Wallengren 1863. Mimas maculata ingår i släktet Mimas och familjen svärmare. Inga underarter finns listade i Catalogue of Life.